# Iglesia de Nuestra Señora de la Asunción (Romancos)
La iglesia de Nuestra Señora de la Asunción es un templo católico construido entre finales del siglo XV y principios del siglo XVI, es decir, en torno al reinado de los Reyes Católicos, en Romancos (Brihuega, Guadalajara, España).
Declarada bien de interés cultural en la categoría de monumento, es un edificio de tipo catedralicio, formado por tres naves amplias sustentadas por columnas cilíndricas, de amplio diámetro, rematadas con capiteles ornamentados con mascarones que parecen medievales. Cuenta con una decoración plateresca con detalles mudéjares. Destacan, además, los arcos conopiales que enamarcan las puertas de acceso y el friso plateresco que sustenta el coro alto, con numerosos medallones y grutescos de gran calidad artística.
Durante la Guerra Civil Española fue utilizado como centro militar por lo que sufrió muchos destrozos, entre los que destacan la desaparición del órgano (fundido en hogueras en el exterior), las campanas y el elaborado retablo mayor; en la actualidad cuenta con el retablo de la iglesia de Villaescusa de Palositos, pueblo deshabitado de La Alcarria.
La iglesia ya aparecía referenciada en las relaciones topográficas de Felipe II de 8 de diciembre de 1580.